# HD132742
HD132742 — хімічно пекулярна зоря спектрального класу A0, що має видиму зоряну величину в смузі V приблизно  4,9.
Вона  розташована на відстані близько 304,3 світлових років від Сонця.

## Фізичні характеристики
Зоря HD132742 обертається 
досить швидко 
навколо своєї осі. Проєкція її екваторіальної швидкості на промінь зору становить  Vsin(i)= 86км/сек.
Телескоп Гіппаркос зареєстрував фотометричну змінність  даної зорі з періодом    2,33 доби в межах від  Hmin= 5,80 до  Hmax= 4,91.